# Lekarcice
Lekarcice [pronunciación en polaco: /lɛkarˈt͡ɕiltsɛ/] es un pueblo ubicado en el distrito administrativo de Gmina Promna, dentro del Condado de Białobrzegi, Voivodato de Mazovia, en el este de Polonia central. Se encuentra aproximadamente a 7 kilómetros al noroeste de Promna, a 10 kilómetros al norte de Białobrzegi, y a 54 kilómetros al sur de Varsovia.